# Municipio de Jefferson (condado de Ouachita)
El municipio de Jefferson (en inglés: Jefferson Township) es un municipio ubicado en el condado de Ouachita en el estado estadounidense de Arkansas. En el año 2010 tenía una población de 212 habitantes y una densidad poblacional de 2,22 personas por km².

## Geografía
El municipio de Jefferson se encuentra ubicado en las coordenadas 33°30′46″N 93°4′26″O / 33.51278, -93.07389. Según la Oficina del Censo de los Estados Unidos, el municipio tiene una superficie total de 95.69 km², de la cual 95,61 km² corresponden a tierra firme y (0,08 %) 0,08 km² es agua.

## Demografía
Según el censo de 2010, había 212 personas residiendo en el municipio de Jefferson. La densidad de población era de 2,22 hab./km². De los 212 habitantes, el municipio de Jefferson estaba compuesto por el 51,42 % blancos, el 39,15 % eran afroamericanos, el 2,83 % eran amerindios y el 6,6 % eran de una mezcla de razas. Del total de la población el 0 % eran hispanos o latinos de cualquier raza.